# Junak Stadion
El Junak Stadion era un estadio multiusos utilizado principalmente para partidos de fútbol ubicado en el centro de Sofía, capital de Bulgaria.

## Historia
Fue inaugurado el 20 de agosto de 1928 en la esquina noroeste del Knyaz Boris's Garden, y era el estadio más grande de Bulgaria hasta mediados del siglo XX con capacidad para 35000 espectadores inicialmente como la sede principal de la selección nacional de fútbol.
Las dimensiones del estadio eran exactamente cuadradas, y su nombre era por la Sociedad Gimnástica Yunak, formada a finales del siglo XIX.
Entre los años 1920 y años 1930 se construye el Levski Field, al noroeste del Junak Stadion como la sede del Levski Sofia. En los años 1950 en Partido Comunista de Bulgaria decide construir un nuevo estadio justo donde estaba ubicado el Levski Field, el cual terminaron inaugurando en 1953 con el estadio Nacional Vasil Levski. Como consecuencia, el Dinamo Sofia se muda al Estadio Georgi Asparuhov y el Junak Stadion redujo su capacidad para construir el nuevo estadio y lo transformaron en una pista de hielo.
Tras la caída del comunismo la pista de hielo se dejó de usar y regresa a ser un campo deportivo pero sin las facilidades deportivas que tenía antes y ya en el 2000 quedó en ruinas.